# Karmir Blur
Karmir Blur (en armenio: Կարմիր բլուր «Colina Roja») es una colina situada al oeste de Ereván en la orilla izquierda del río Hrazdan de Armenia. En el lugar se han encontrado restos de antiguos asentamientos, incluyendo la ciudad fortaleza de Teishebaini del reino Urartu.

## Historia
Este asentamiento fue quemado y destruido probablemente durante el reinado de Argishti I -durante la expansión al norte de Urartu hacia el Cáucaso del sur. Después de la conquista de la «tierra de Aza» por los urartianos. Karmir se fue difuminando durante cien años, pues los reyes de Urartu no mostraron interés por el sitio. Únicamente el rey Rusa II construyó una fortaleza en esta área de Teishebaini. En el siglo VI a. C. fue capturado y quemado por los escitas. Es posible que la colina recibiera el nombre de «roja» después del incendio, como resultado del color que tomaron los ladrillos con los que habían sido construidas las edificaciones.

## Excavaciones arqueológicas

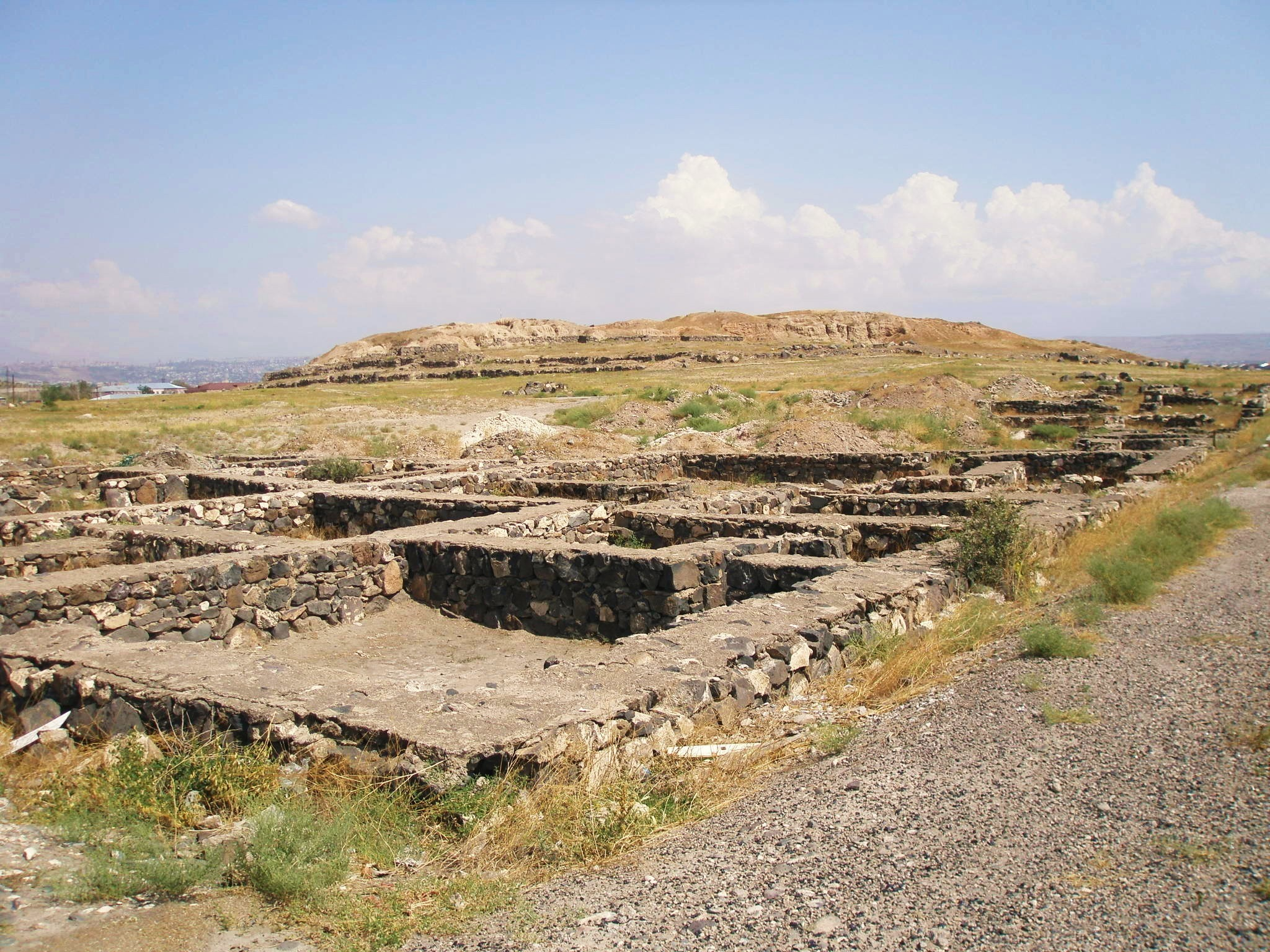
Ruinas de la ciudad antigua cerca de Teishebaini

Karmin Blur atrajo la atención de los arqueólogos a partir del año 1936, cuando el geólogo AP Demekhin estudiando los basaltos del río Hrazdan, descubrió en la parte superior de la colina un fragmento de piedra con una inscripción cuneiforme. Organizado un trabajo arqueológico, pronto condujo al descubrimiento de las ruinas de un antiguo asentamiento en dicha colina. A partir del año 1939 el lugar ha sido objeto de excavaciones sistemáticas. Las excavaciones han demostrado que Karmir Blur estaba en la colina en los siglos VII-VI a. C. cuando la ciudad fortificada de Urarto de Teishebaini. Las capas de estudio establecen que anteriormente en los siglos XIII-VIII a. C. existían asentamientos de la Edad del Cobre y del Bronce.
Los asentamientos pre-uriartanos fueron construidos en círculo o en rectángulo. En las viviendas se descubrieron pozos para guardar cereales y figuras antropomorfas de dioses de piedra, probablemente símbolos de fertilidad del suelo. Todos los asentamientos de antes de la creación del Reino de Urartu, situados en la orilla izquierda del río Hrazdan tenían mucho en común. Probablemente las zonas de Karmir Blur pertenecieron a la «tierra de Aza», mencionada en los anales urartianos. En el año 2013 descubrieron un lugar de enterramiento del reino de Urartu con cerca de 500 tumbas.

## Galería

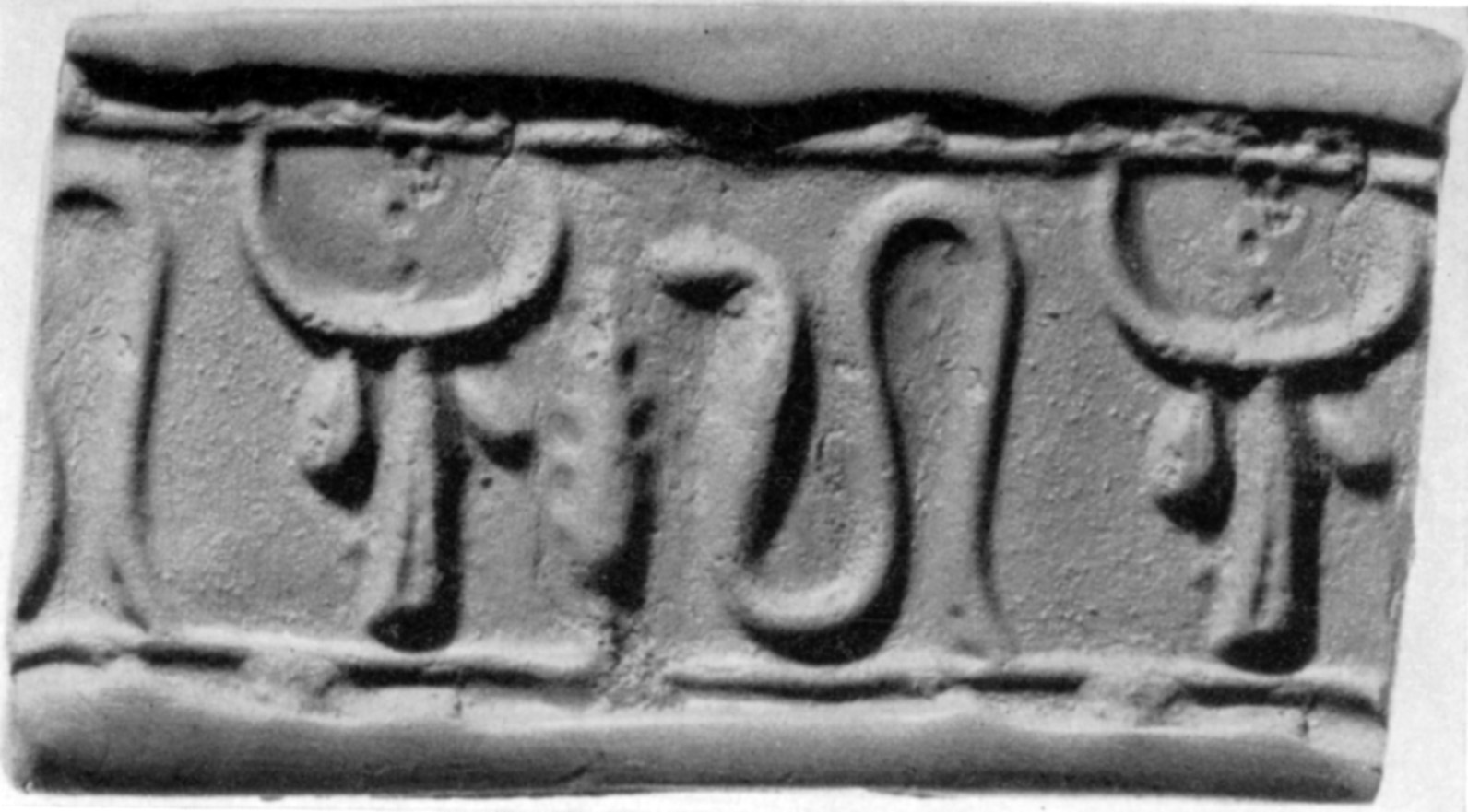
Sello cilíndrico con la imagen de la serpiente, Karmir Blur, Museo de Historia de Armenia.
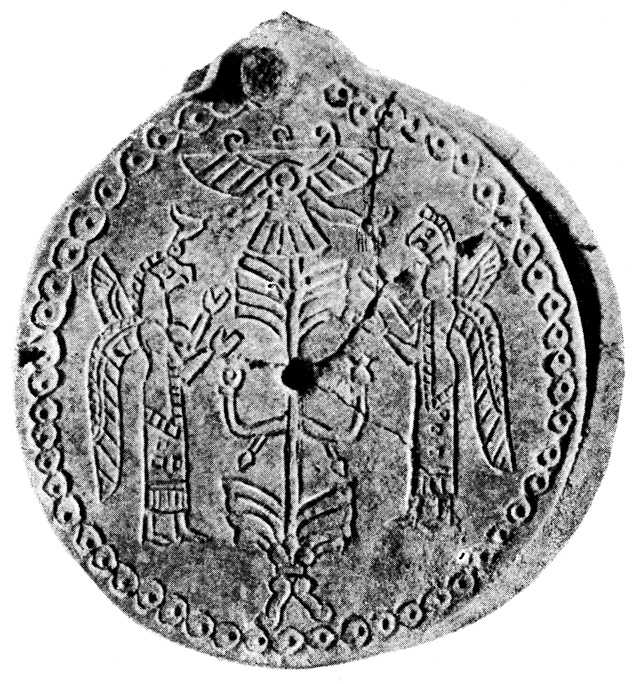
Tapa de un arca de piedra, Karmir Blur, Museo Erebuni. El disco alado aparece en un contexto de adoración del árbol de la vida.
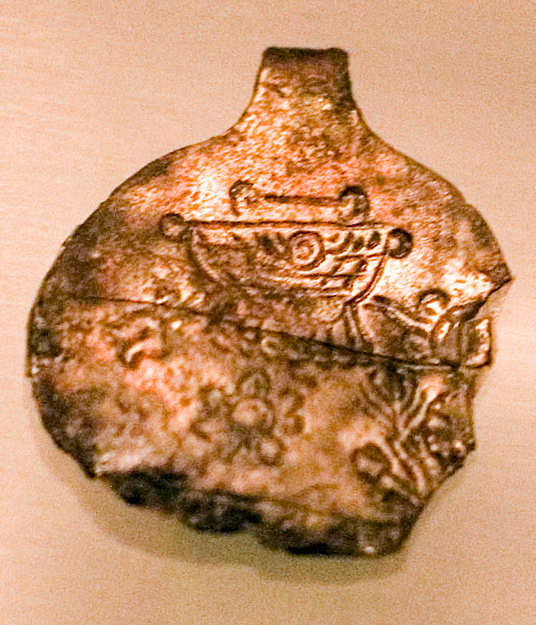
Medallón de plata del período de decadencia de Urartu, Karmir Blur, Museo de Historia de Armenia.